# Elpanna
Elpanna är en del av ett vattenburet uppvärmningssystem som kan förekomma i alla vattenburna värmesystem, från småhus till stora fastigheter och fjärrvärmenät.
Elpannan värmer upp vatten i en eller flera så kallade värmepatroner. En cirkulationspump pumpar sedan runt det varma vattnet i rörsystemet. I radiatorer eller golvvärme avkyls vattnet av rumsluften för att sedan åter skickas in i pannan för värmning.
Elpannan är relativt enkel i sin konstruktion och därmed billig i inköp och pålitlig men använder elenergi som är ett relativt dyrt energislag. Det gör den lämplig för nöddrift av värmesystem med någon annan primär energikälla som har lägre energikostnad. Den primära energikällan har ofta har en högre teknisk komplexitet med fler komponenter som kan haverera. 
För att sänka driftkostnaden för uppvärmningen är det vanligt att elpannor ersättas eller kombineras med någon annan billigare värmekälla. Det kan till exempel vara en eldriven värmepump som sänker elanvändningen genom att öka värmefaktorn. Det är vanligt att värmepumpar har en inbyggd elpanna för spetsvärme, legionellabekämpning eller nöddrift. 
Andra exempel är  fjärrvärme och bränslepellets men då det kräver tillgång till ett fjärrvärmenät eller plats för bränslelagring och panna är dessa en mindre vanlig ersättare. 